# The Eight
The Eight var en konstnärsgrupp i New York, grundad 1908. Frontfigur var Robert Henri, och övriga medlemmar var George Luks, John Sloan, William Glackens, Arthur B. Davis, Everett Shinn, Maurice Prendergast och Ernest Lawson. De var realister och målade med en bred pastos pensel vardagsliv i amerikanska stadsmiljöer.
Några år senare togs de åtta målarna upp i en större grupp, Ashcan School, som innefattade George Bellows, Edward Hopper, Glenn Coleman, Eugene Higgins och Jerome Myers. The Eight och Ashcan School banade väg för en vital, verkligt amerikansk målarkonst på 1900-talet.